# Перерва Сергій Васильович
Сергі́й Васи́льович Пере́рва — матрос Збройних Сил України, учасник російсько-української війни, що загинув у ході російського вторгнення в Україну в 2022 році.

## Життєпис
Сергій Перерва народився 2000 року в селищі Миколаївка Васильківського району Дніпропетровської області. Проходив військову службу за контрактом у 36-й окремій бригаді морської піхоти навідником БМП. Загинув увечері 5 березня 2022 року в бою під Лисичанськом, прикривши товариша. Поховали полеглого в рідному селищі 9 березня 2022 року.

## Нагороди
- Орден «За мужність»  III ступеня (2022, посмертно) — за особисту мужність і самовіддані дії, виявлені у захисті державного суверенітету та територіальної цілісності України, вірність військовій присязі [3].